# Hohberghorn
Le Hohberghorn (également appelé Hobärghorn en suisse allemand) est un sommet des Alpes valaisannes qui culmine à 4 217 mètres d'altitude dans le massif des Mischabels.